# سگ‌های ولگرد (فیلم ۲۰۰۴)
سگ‌های ولگرد فیلمی به کارگردانی مرضیه مشکینی که در سال ۱۳۸۲ ساخته شد.
فیلم برنده دو جایزه بین‌المللی از بخش اصلی مسابقه اصلی جشنواره ونیز سال ۲۰۰۳ شد.

## بازیگران
گل غتی، زاهد، توئیگی، عاقله رضایی، سهراب اکبری، جمیل غنی زاده، عاقله شمس الله، رازالدین سیار، میده گل، قمری ولدامیر، شاه محمود گلبهاری، امام الدین وکیل، اختر عبدالعزیز